# Stereoptila
Stereoptila é um gênero de traça pertencente à família Oecophoridae.

## Espécies
- Stereoptila amphiterma
- Stereoptila diaphanta
- Stereoptila digressa
- Stereoptila icteropa
- Stereoptila lucubrata
- Stereoptila negatella
- Stereoptila pendula